# Spear-Point
 (octobre 2023).
La mise en forme du texte ne suit pas les recommandations de Wikipédia : il faut le « wikifier ».
Les points d'amélioration suivants sont les cas les plus fréquents :
- Les titres sont pré-formatés par le logiciel. Ils ne sont ni en capitales, ni en gras.
- Le texte ne doit pas être écrit en capitales (les noms de famille non plus), ni en gras, ni en italique, ni en « petit »…
- Le gras n'est utilisé que pour surligner le titre de l'article dans l'introduction, une seule fois.
- L'italique est rarement utilisé : mots en langue étrangère, titres d'œuvres, noms de bateaux, etc.
- Les citations ne sont pas en italique mais en corps de texte normal. Elles sont entourées par des guillemets français : « et ».
- Les listes à puces sont à éviter, des paragraphes rédigés étant largement préférés. Les tableaux sont à réserver à la présentation de données structurées (résultats, etc.).
- Les appels de note de bas de page (petits chiffres en exposant, introduits par l'outil «  Source ») sont à placer entre la fin de phrase et le point final[comme ça].
- Les liens internes (vers d'autres articles de Wikipédia) sont à choisir avec parcimonie. Créez des liens vers des articles approfondissant le sujet. Les termes génériques sans rapport avec le sujet sont à éviter, ainsi que les répétitions de liens vers un même terme.
- Les liens externes sont à placer uniquement dans une section « Liens externes », à la fin de l'article. Ces liens sont à choisir avec parcimonie suivant les règles définies. Si un lien sert de source à l'article, son insertion dans le texte est à faire par les notes de bas de page.
- La présentation des références doit suivre les conventions bibliographiques. Il est recommandé d'utiliser les modèles {{Ouvrage}}, {{Chapitre}}, {{Article}}, {{Lien web}} et/ou {{Bibliographie}}. Le mode d'édition visuel peut mettre en forme automatiquement les références.
- Insérer une infobox (cadre d'informations à droite) n'est pas obligatoire pour parachever la mise en page.

Pour une aide détaillée, merci de consulter Aide:Wikification.
Si vous pensez que ces points ont été résolus, vous pouvez retirer ce bandeau et améliorer la mise en forme d'un autre article.
Une lame Spear-point est une lame où le dos et le tranchant sont symétriques, parallèles du côté du manche puis se réduisant de manière identique jusqu'à la pointe. C'est la forme typique des épées du moyen-âge occidental (épées « franques ») et des baïonnettes Mauser.

## Caractéristiques
La lame de type Spear-point (lame à pointe d'épée) est un style de lame de couteau où le dos de la lame et le tranchant sont parallèles sur les 2/3 de la lame puis s'inclinent symétriquement jusqu'à la pointe de la lame. De cette façon, la pointe est alignée avec l'axe central du couteau, éliminant ainsi tout élan lors du coup de couteau. L’épaisseur reste constante quasiment jusqu'au bout de la lame ce que rend la pénétration plus lente qu'avec un Clip-Point.
Le dos de la lame peut être en forme de faux-tranchant sur 1/3 depuis la pointe ou bien affûté avec un contre-tranchant de 1/3 à la moitié du dos ou totalement (double-tranchant) pour les épées et poignards.

## Histoire
La forme Spear-point est très ancienne, c'est celle des gladius romains (glaives), des épées viking et des épées occidentales du moyen-âge : épées franques des croisés. Elle tombe ensuite en désuétude pour les armes militaires mais réapparaît pour des glaives d'apparat honorifiques aux XVIIIe et XIXe siècles et pour des épées d'infanterie sous le 1er Empire.
Sa forme est privilégiée pour la plupart des couteaux de poussée, comme le poignard.

## Voir également
Clip-Point
Drop-Point
Tanto